# Capitolí
Capitolí (en llatí: Capitolinus) era un cognomen que portaren diverses gens romanes (principalment de la gens Mànlia i de la gens Quíntia), sens dubte adoptat perquè en qualque moment una part dels seus membres habitava al Capitoli, un dels turons de Roma. De la mateixa manera es van originar altres noms, com ara Aventinensis (de l'Aventí), Celiomontà (del Celi) o Esquilí (de l'Esquilí).
Alguns membres destacats de la família van ser:
- Juli Capitolí, historiador romà
- Publi Meli Capitolí tribú amb potestat consolar el 400 aC i el 396 aC.
- Marc Manli Capitolí, tribú amb potestat consolar el 434 aC.
- Luci Manli Capitolí, tribú amb potestat consolar el 422 aC.
- Aule Manli Capitolí Vulsó, tribú amb potestat consolar el 405 aC, el 402 aC i 397 aC.
- Marc Manli Capitolí, cònsol el 392 aC
- Aule Manli Capitolí tribú consolar el 389 aC, 385 aC, 383 aC i 370 aC.
- Gai Manli Capitolí, tribú consolar el 385 aC
- Publi Manli Capitolí, tribú consolar el 379 aC i 367 aC i dictador el 368 aC
- Luci Manli Capitolí Imperiós, dictador el 363 aC.
- Gneu Manli Capitolí Imperiós, cònsol el 359 aC i 357 aC
- Tit Quinti Capitolí Barbat, cònsol el 471 aC, 468 aC, 465 aC, 446 aC, 443 aC i 439 aC.
- Tit Quinti Capitolí Barbat, cònsol el 421 aC, fill de l'anterior.
- Tit Quinti Capitolí Barbat, tribú amb potestat consolar el 405 aC, fill de l'anterior.
- Tit Quinti Cincinnat Capitolí, tribú amb potestat consolar el 388 aC.
- Tit Quint Cincinnat Capitolí, tribú amb potestat consolar el 368 aC.
- Tit Quint Pennus Capitolí Crispí, dictador el 361 aC i cònsol el 354 aC i el 351 aC.
- Publi Sexti Capitolí Vaticà, cònsol el 452 aC
- Espuri Tarpeu Montà Capitolí, cònsol el 454 aC.